# 比亚迪F0

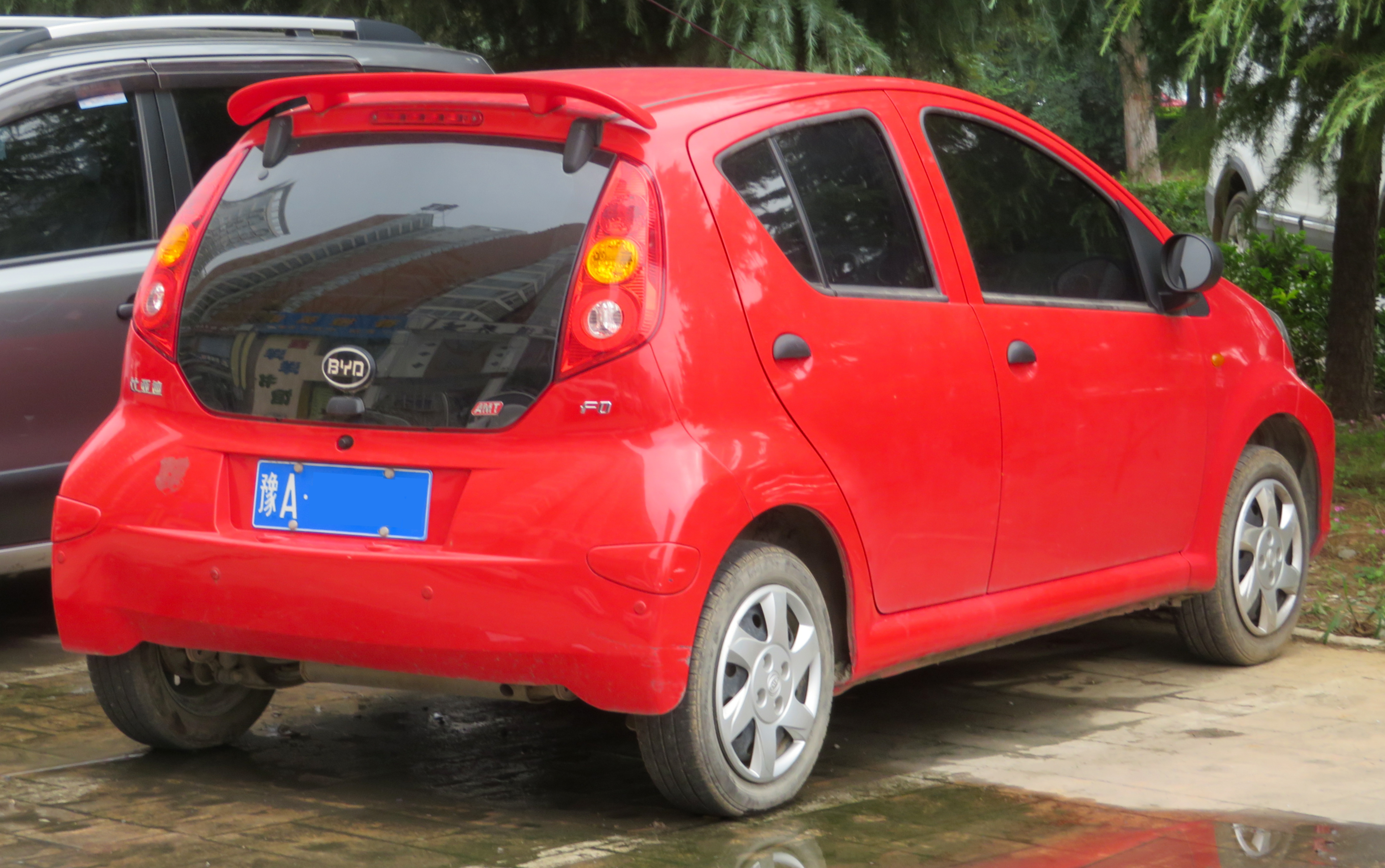
車尾

比亞迪F0（原稱比亞迪F1）是中國汽車製造商比亞迪於2008年至2015年間生產的一款微型掀背車，是繼福萊爾後比亞迪的第二款微型車。2019年後以「e1」的名稱作為電動車再度投產。

## 名稱
比亞迪F0原本稱為「F1」，後來由於避免與世界一级方程式锦标赛的簡稱「F1」重名，改名為「F0」，為出口至國外銷售準備。

## 簡介
比亞迪F0最早在2007年廣州車展上首次以概念車形式亮相，由比亞迪上海研發中心耗時三年研發，並于2008年上市，以取代同級車福萊爾，在2010年上半年銷量達到6万辆。
F0配搭了比亞迪自主研發的998cc的前置三缸引擎，能產生50 kW（68 PS）馬力，最高时速可达151公里。比亚迪F0配备了前麦弗逊支柱和比亚迪扭力梁车桥。标准设备包括美國汽車零件供應商德尔福汽车公司提供的带电子制动力分配的電子制動力分配系統（EBD）。
F0在中國的售價為3.7萬至4.7萬元人民幣，並出口至東南亞、拉丁美洲等市場。

## 抄襲爭議
由於F0與豐田Aygo在外觀及內飾設計上有不同相似之處，包括車窗、中控、形狀甚至部分細節設計等，因此F0被指是抄襲豐田。事實上，F0亦是繼F3後比亞迪第二款與豐田外觀相似的車型。

## 性能參數
|                 | 1.0                     |
| --------------- | ----------------------- |
| 生產年份        | 2008–2019               |
| 引擎特性        |                         |
| 引擎            | 四衝程發動機            |
| 引擎類型        | 直列三缸引擎            |
| 排氣量          | 998 cm³                 |
| 最大馬力        | 50 kW（68 PS） / 6000轉 |
| 最大扭力        | 90 Nm / 3600            |
| 變速箱          |                         |
| 驅動佈局        | 前輪驅動                |
| 標配變速箱      | 5速手排                 |
| 速度            |                         |
| 最高速度        | 151 km/h                |
| 0–100 km/h 加速 | 12.8秒                  |
| 每一百公里油耗  | 4,2升                   |
| 油箱容量        | 30升                    |

## 圖片

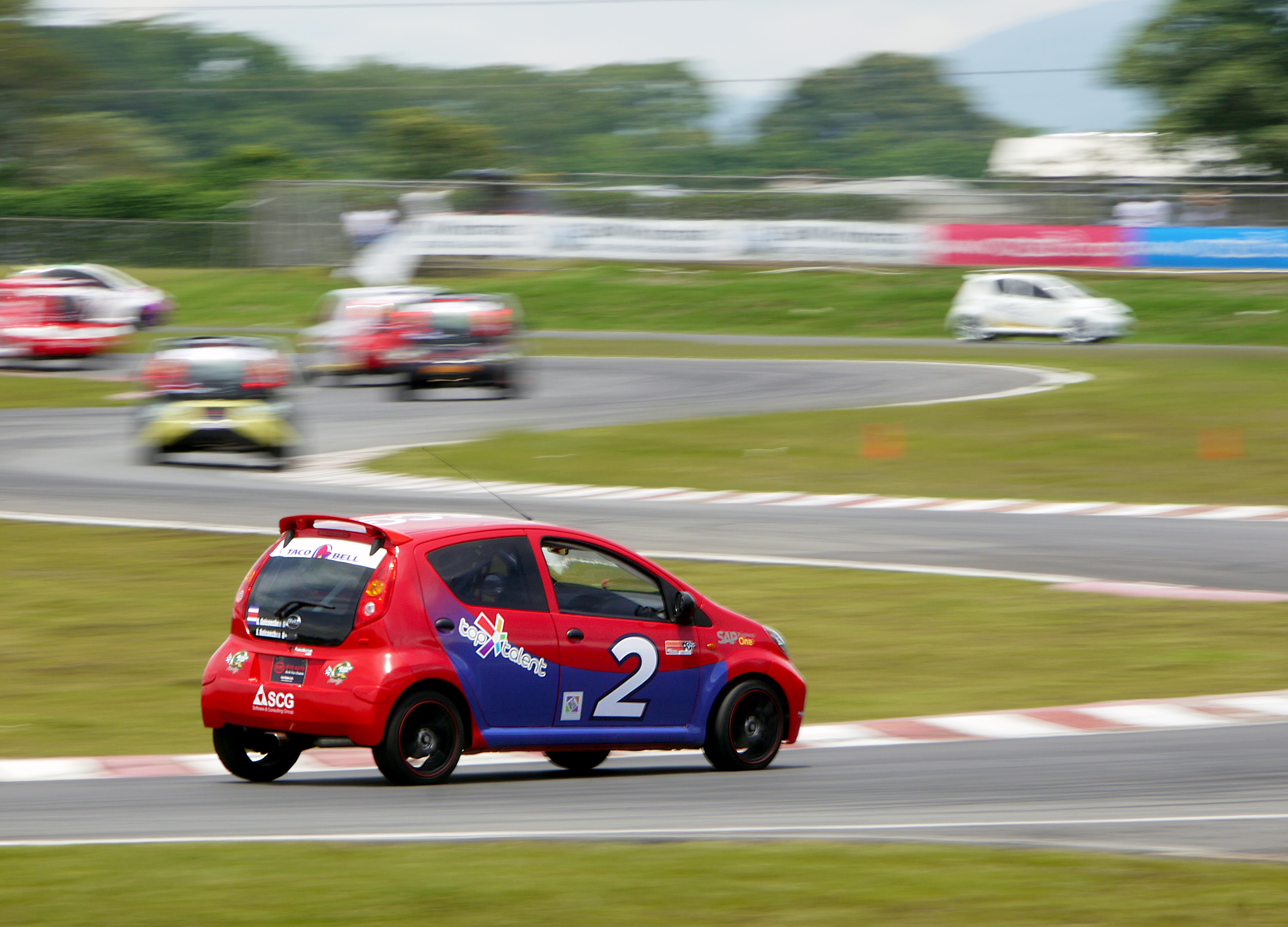
出口至哥斯達黎加的F0，在賽道上奔跑中
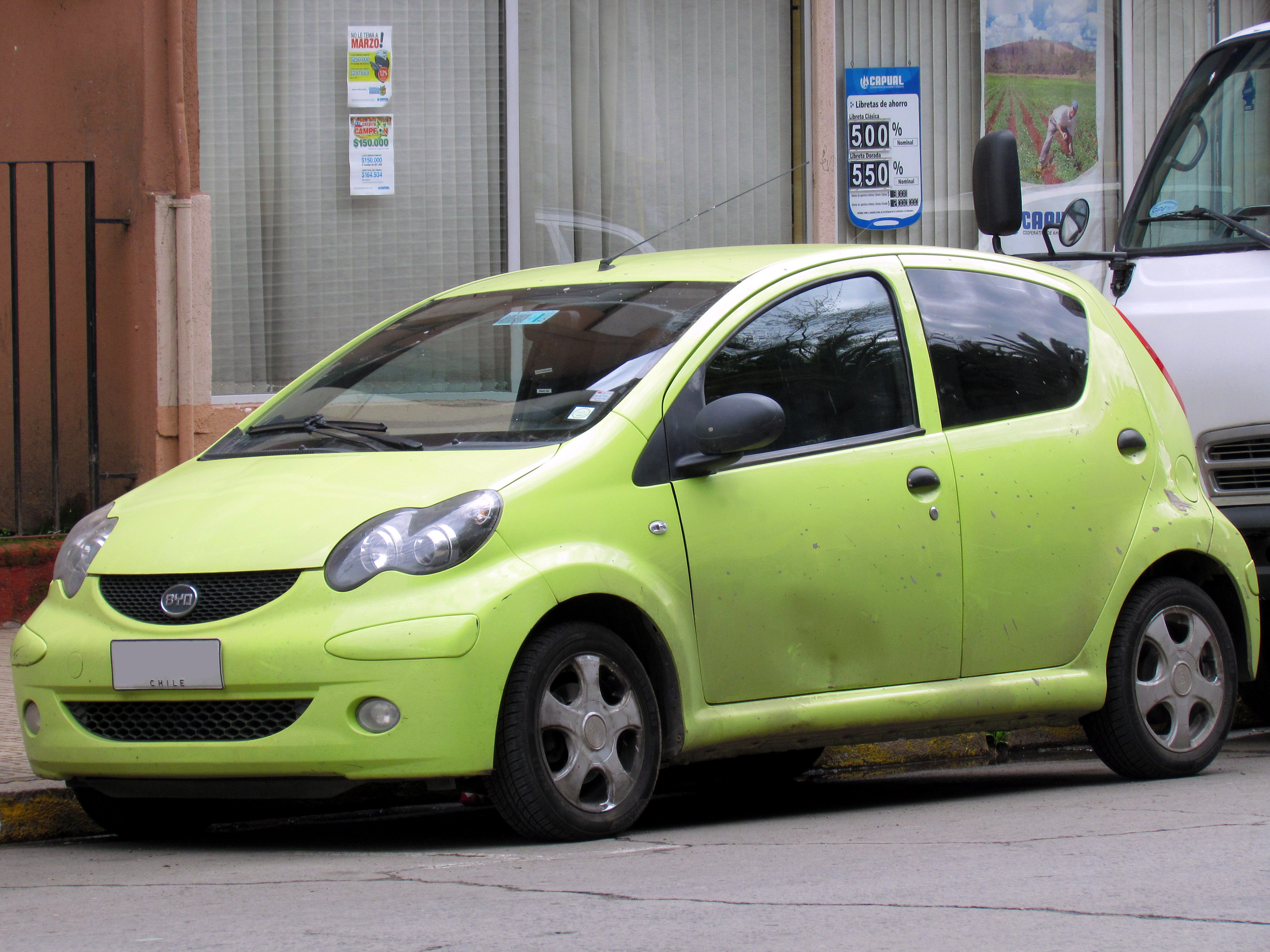
出口至智利的F0
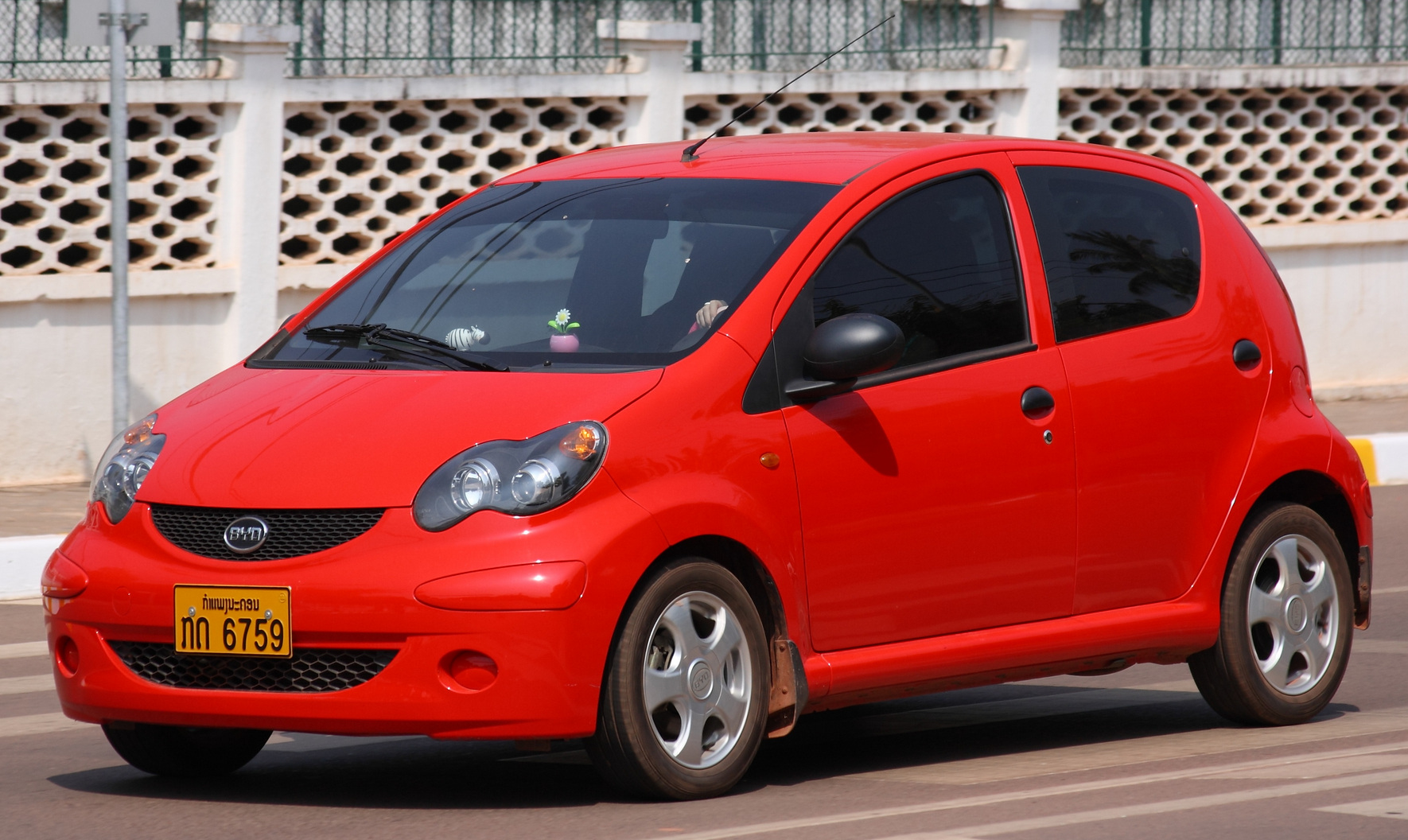
出口至老撾的F0，拍攝於萬象

## 資料來源
1. ↑  . 汽車之家. 2008-03-10  [2023-06-14]. （原始内容存档于2023-06-14）.
2. ↑  . 專汽之都. 2013-08-16  [2023-06-14]. （原始内容存档于2023-06-14）.
3. ↑  盧佛青. . 汽車日報. 2008-11-19  [2023-06-14]. （原始内容存档于2023-06-14）.
4. ↑  . 新浪汽車. 2009-02-16  [2023-06-14]. （原始内容存档于2023-06-14）.
5. ↑  . 鳳凰網汽車. 2010-10-21  [2023-06-14]. （原始内容存档于2023-06-14）.
6. ↑  . 搜狐汽車. 2008-04-14  [2023-06-14]. （原始内容存档于2023-06-14）.
7. ↑  杜巧梅. . 21財經. 2019-03-21  [2023-06-14]. （原始内容存档于2023-06-14）.
8. ↑  王坤. . 中國經濟時報. 2008-07-16  [2023-06-14]. （原始内容存档于2023-06-14）.
9. ↑  李店斌. . 汽車之家.   [2023-06-14]. （原始内容存档于2023-06-14）.
10. ↑  . 新浪汽車. 2009-03-31  [2023-06-14]. （原始内容存档于2023-06-14）.
11. ↑  . 易車. 2021-07-21  [2023-06-14]. （原始内容存档于2023-06-14）.